# Schiffsfund von Mahdia

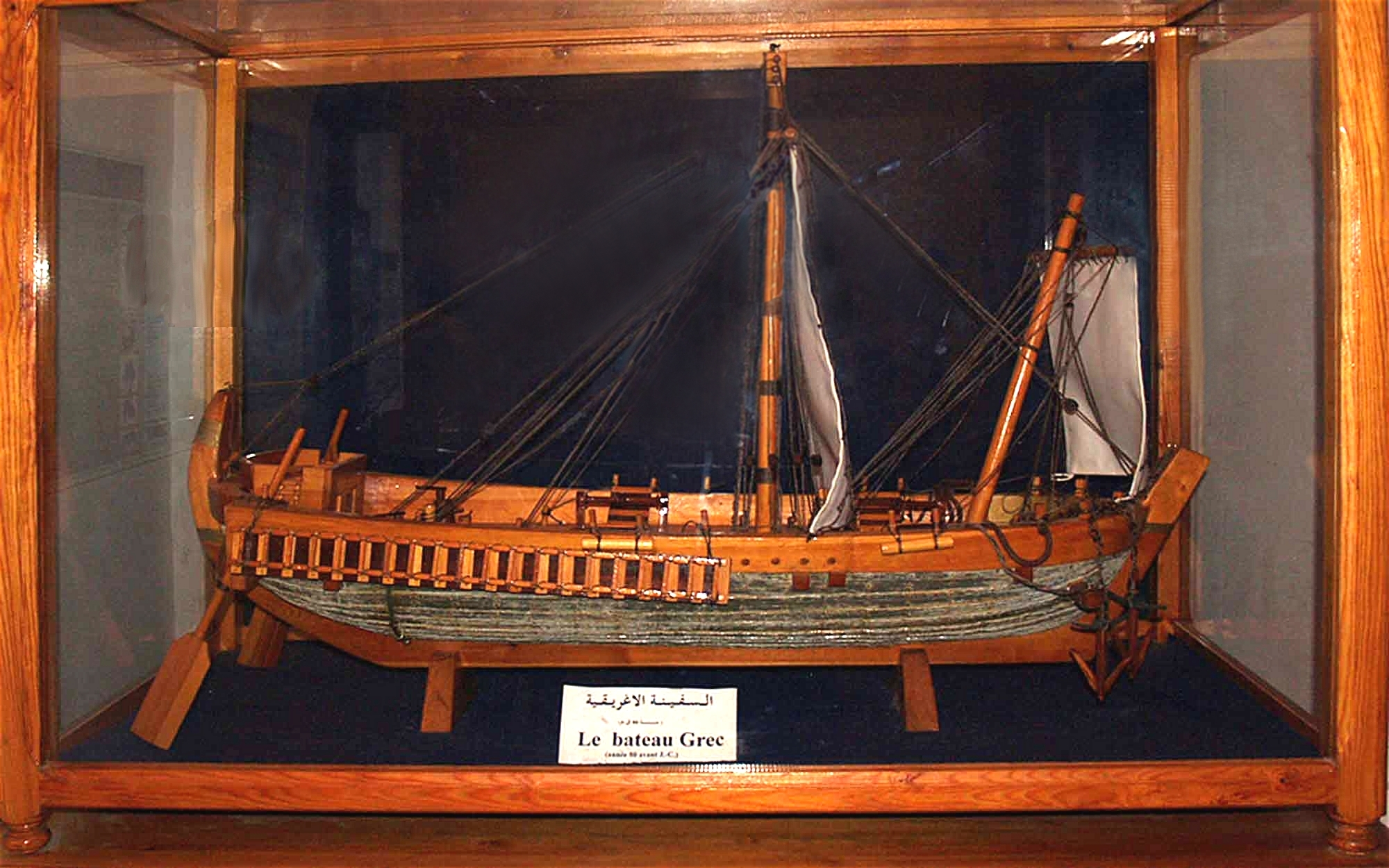
Rekonstruktion des Schiffes von Mahdia

Der Schiffsfund von Mahdia war die Entdeckung von Überresten eines antiken griechischen Handelsschiffes vor der Küste Stadt Mahdia in Tunesien im Jahr 1907. Das Schiff wurde vermutlich im ersten Jahrhundert vor Christus von einem Sturm an die Nordafrikanische Küste getrieben, während es Kunstwerke aus Bronze und Marmor von Griechenland nach Rom transportierte. Seine Wiederentdeckung war nicht nur ein Meilenstein für die Unterwasserarchäologie, sondern auch für die Kunstgeschichte bedeutend. Die erhaltenen Werke und Wrackteile sind heute zum Großteil im Bardo-Museum in Tunis ausgestellt.

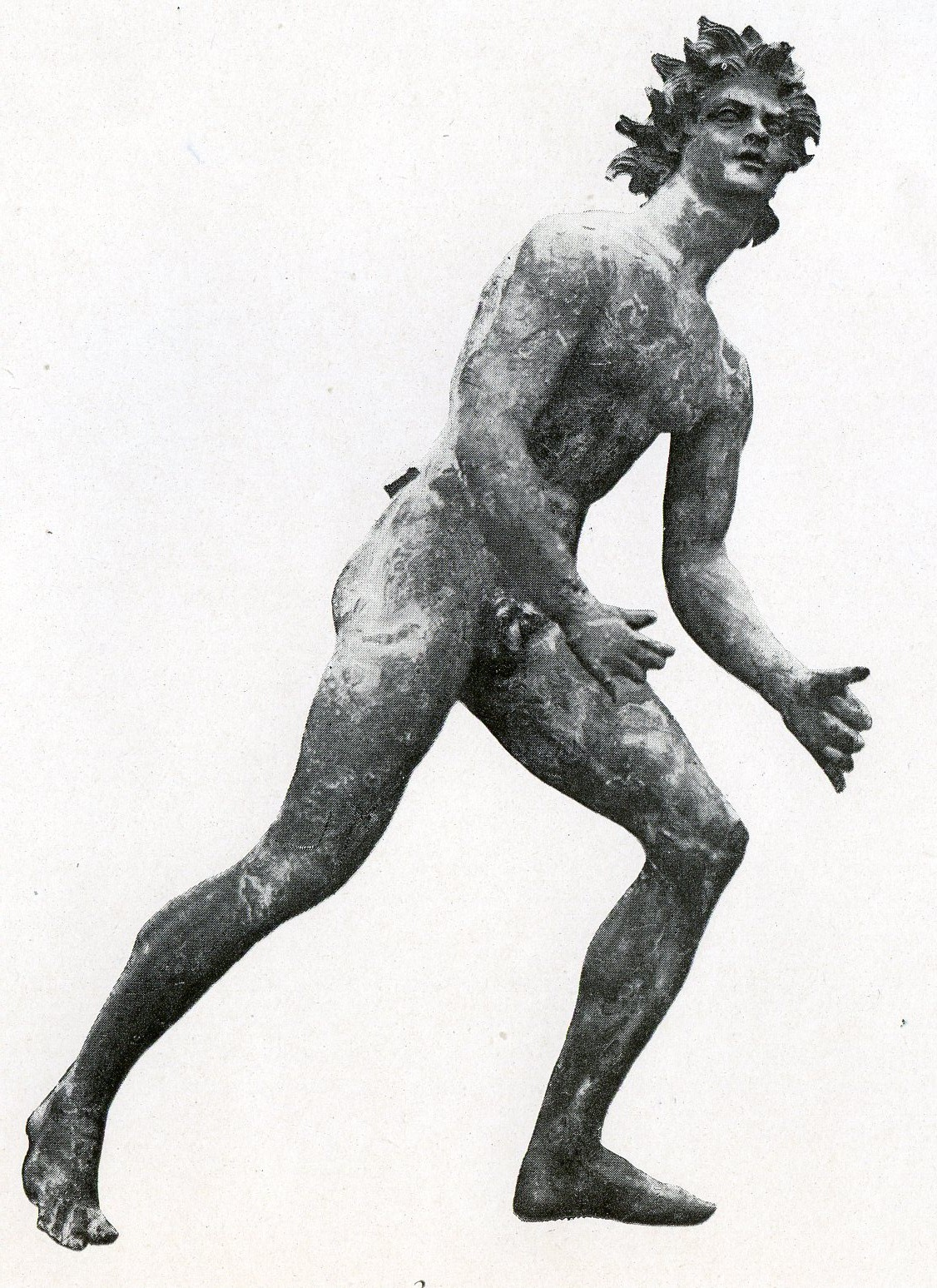
Bronzesatyr (35 cm) aus dem Schiffsfund (Nationalmuseum von Bardo, Tunis)

1907 rückte die Stadt durch ein antikes Schiffswrack in den Blickpunkt wissenschaftlichen Interesses. Der Schiffsfund war eine Entdeckung des griechischen Schwammtaucherkapitäns Giorgos Sourdos vor der tunesischen Küste. Zunächst wurden Kunstobjekte und Säulenfragmente entdeckt, was zunächst auf eine untergegangene Stadt schließen ließ. Der französische Archäologe Alfred Merlin, damals Direktor der Altertümerverwaltung im Protektorat Tunesien, erhielt davon Kenntnis. Mit Hilfe seines Mitarbeiters Louis Poinssot wurden die Funde wissenschaftlich untersucht und die entdeckten Holzteile als Schiffdecksplanken identifiziert. Der nun als Wrack nahe der heutigen Stadt Mahdia erkannte Fund stammt aus der Zeit um 100 bis 80 v. Chr. Das Datum basiert auf beiliegenden Keramiken. Der größte Teil der Ladung wurde zwischen 1907 und 1913 gehoben. Nach heutiger Erkenntnis geriet der schwer beladene Lastensegler in einen der plötzlich auftretenden Stürme vor der nordafrikanischen Küste und sank. Marmor- und Bronzeskulpturen, hochwertige Möbelbeschläge und weitere innenarchitektonische Gegenstände, Katapultteile sowie Kapitelle und Säulensegmente waren an Bord.
Der Segler war, nach Art der Fracht zu urteilen, vom athenischen Hafen Piräus nach Italien unterwegs und sollte u. a. reiche römische Auftraggeber beliefern. Merlin arbeitete mit dem Finder Sourdos zusammen. Ihm, der selbst nicht tauchen konnte, gelang es, mit den Schwammtauchern die Fundstelle wiederzufinden und die Bergung mit Helmtauchanzügen durchzuführen. Die Tauchkampagne machte den Forscher zum ersten Unterwasserarchäologen der Geschichte und eröffnete damit diese neue Wissenschaftsdisziplin.
Zum Fund, der im Nationalmuseum von Bardo (Musée National du Bardo) in Tunis ausgestellt ist, gehören u. a. eine Marmorbüste, wohl der Ariadne, weitere Marmorfiguren, zwei großformatige Bronzestatuen, eine Herme des Dionysos mit turbanähnlicher Kopfbedeckung und seitlich mit der Gravur ΒΟΗΘΟΣ ΚΑΛΧΗΔΟΝΙΟΣ ΕΠΟΙΕΙ („Boëthos der Chalkedonier fertigte (es)“) versehen, sowie eine Reihe kleiner Figuren und Kunstobjekte aus Bronze. Wissenschaftler des Rheinischen Landesmuseums Bonn restaurierten einen Teil der Ladung.